# Eugen Fried

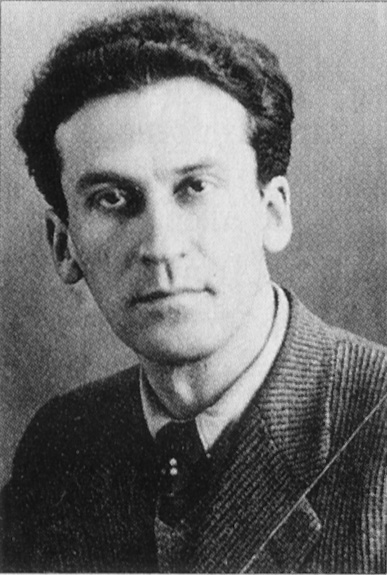
Eugen Fried (in den 1930ern)

Eugen Fried  (* 13. März 1900 in Trnava, Österreich-Ungarn; † 17. August 1943 in Brüssel) war ein tschechoslowakischer und französischer Politiker.

## Leben
Eugen Fried war Sohn jüdischer Kaufleute aus der Slowakei. Nach dem Ersten Weltkrieg wurde er Mitglied des Politbüros der Kommunistischen Partei der Tschechoslowakei. 1929 nahm er am Sturz der Führung der Partei zugunsten von der Sowjetunion ergebenen Führern teil. Er begab sich 1930 in die Sowjetunion und schloss sich dem zentralen Apparat der Kommunistische Internationale an.
1932 bekam Ana Pauker von ihm ihre Tochter Maria. Die Tochter wuchs in Frankreich auf, hauptsächlich bei der ersten Frau des Kommunisten Maurice Thorez.
Nach einigen Missionen in der Ukraine, der Schweiz und Ungarn begab Fried sich nach Frankreich. Nach seiner Ankunft in Frankreich wurde er unter dem Decknamen „Clément“ zu einem wichtigen Akteur innerhalb der Kommunistischen Partei Frankreichs.
Fried wurde im August 1943 in Brüssel getötet. Ex-Kommunisten behaupten, er wäre im Auftrag Moskaus ermordet worden.